# Vladimír Pažický
Vladimír Pažický (27. listopadu 1931 Považský Chlmec – 6. ledna 1999) byl slovenský fotbalový obránce a trenér. Žil v Považském Chlmci.
Jeho starší bratr Emil Pažický byl československým fotbalovým reprezentantem (účastník MS 1954) a se 123 brankami vstřelenými v I. lize je členem Klubu ligových kanonýrů.

## Hráčská kariéra
V československé lize hrál za Slovan ÚNV Bratislava a Dynamo Žilina, vstřelil jeden prvoligový gól.

### Prvoligová bilance
| Ročník             | Zápasy | Góly | Minuty | Klub                  |
| ------------------ | ------ | ---- | ------ | --------------------- |
| I. liga 1953       | 4      | 0    | –      | Slovan ÚNV Bratislava |
| I. liga 1958/59    | 15     | 1    | 1 260  | Dynamo Žilina         |
| CELKEM I. ČS. LIGA | 19     | 1    | –      |                       |

## Trenérská kariéra
Po skončení hráčské kariéry se stal trenérem. Na jaře 1987 vedl druholigové mužstvo TŽ Třinec, sestup do třetí ligy však neodvrátil. Trénoval také Tatran Bytčica.